# Chantal Nobel
Chantal Bonneau, dite Chantal Nobel est une actrice française, née le 23 novembre 1948 à Rouen en Seine-Maritime.

## Biographie

### Enfance et formation
Chantal Nobel naît à Rouen en Seine-Maritime, fille de Guy et Denise Bonneau. Elle a douze ans quand son père meurt. Sa mère se remarie avec Bernard Loisel, pharmacien.
Elle commence sa formation au conservatoire à rayonnement régional de Rouen et se fait connaître d'abord sous son vrai nom de Chantal Bonneau, avant d'adopter celui de Jackie Nobel, puis celui de Chantal Nobel.

### Carrière
En 1968 Chantal Nobel connaît un premier succès à vingt ans, dans la pièce de théâtre Boeing Boeing.
En 1969 elle apparaît dans les rôles mineurs pour son premier film d'espionnage La Main noire de Max Pécas et la comédie La Honte de la famille de Richard Balducci.
En 1979 elle décroche le rôle principal, celui de Sophie, née Lambrefoux, veuve Champlitte et épouse de Nicolas Ozareff, à la fin du Premier Empire dans La Lumière des justes, adapté de l'œuvre romanesque éponyme d’Henri Troyat.
En 1985, après sa participation au Rallye Paris-Dakar aux côtés de Georges Groine, elle tient le premier rôle féminin du feuilleton à succès Châteauvallon.

### Accident
Le 28 avril 1985, à 3 h 20 du matin, sa carrière s'interrompt brutalement après un enregistrement de l'émission Champs-Élysées. Elle est victime d'un grave accident de voiture à bord de la Porsche 924 Carrera GT conduite par le chanteur Sacha Distel, lors de la traversée de Maltaverne, petit village près de Tracy-sur-Loire.
Affirmant qu'il ne roulait qu'à 70 km/h, Sacha Distel donne sa version de l'accident : « J'ai vu les bandes blanches plastifiées qui deviennent aussi glissantes que des flaques d'huile dès qu'il pleut. Dans la courbe à gauche, à la sortie du parking des camions, si j'avais été trop vite, comme certaines personnes bien intentionnées l'ont laissé entendre, je serais sorti à droite, n'importe quel pilote professionnel vous le dira. Or, la voiture a touché un petit remblai de béton le long de la chaussée. Ça a fait déjanter les deux roues droites, la voiture, déséquilibrée, a fait un petit tête-à-queue et est allée se ficher dans un pylône à proximité ».
Après vingt et un jours passés dans le coma à l'hôpital de la Pitié-Salpêtrière, grièvement blessée au visage et handicapée à vie à 80 %, Chantal Nobel se retire de la vie publique dans le Sud de la France, mettant fin du même coup à la série Châteauvallon. Elle porte plainte contre Sacha Distel,. La version de Chantal Nobel divergeait de celle de Distel car elle affirma que la vitesse du véhicule était de 150 km/h ; de plus, elle lui avait plusieurs fois demandé de ralentir. En 1988 Sacha Distel est condamné à un an de prison avec sursis pour blessures involontaires,.
Lors de son hospitalisation en 1985 trois paparazzis pénètrent dans sa chambre d’hôpital pour prendre des photos d’elle contre sa volonté. L’affaire a donné lieu à la condamnation des paparazzis et inscription au fichier. La « jurisprudence Chantal Nobel », découlant de l'arrêt de la cour d'appel de Paris du 17 mars 1986, élargit la notion de respect du domicile. Il est en effet admis dans cet arrêt que la chambre d’hôpital est considérée comme le domicile privé du patient pendant le temps où il y réside.
Elle entreprend une longue rééducation. C’est là que, six mois après le drame, elle épouse en secret, alors qu’elle ne se déplace qu’en fauteuil roulant, son compagnon Jean-Louis Julian. Ils achètent une maison à Ramatuelle. Les séquelles de ses blessures l’obligent encore à marcher avec une canne.
En 1996, elle est invitée dans l'émission Studio Gabriel (émission de télévision) de Michel Drucker, c'est sa première apparition télévisuelle en 11 ans.

### Vie privée
Compagne de Jacques-Henri Marin, dont elle a une fille : Alexandra, née en 1971 ; elle épouse ensuite Jean-Louis Julian, bijoutier à Saint-Tropez et Courchevel, avec qui elle vit (lui avait déjà une fille) et dont elle a une autre fille, Anne-Charlotte née en 1981.
Elle a quatre petits-enfants.

## Filmographie

### Cinéma

#### Longs métrages
- 1969 : La Main noire de Max Pécas : Éléonore
- 1969 : La Honte de la famille de Richard Balducci : Nathalie Maspie
- 1971 : La Grande Maffia de Philippe Clair : Mlle Ducœurjoli
- 1972 : L'Odeur des fauves de Richard Balducci : Marie Fulton
- 1972 : Tout le monde il est beau, tout le monde il est gentil de Jean Yanne
- 1974 : Le Permis de conduire de Jean Girault : une employée de banque
- 1974 : Les murs ont des oreilles de Jean Girault : Claudine
- 1975 : Opération Lady Marlène de Robert Lamoureux : Madame de Parcy
- 1976 : L'Année sainte de Jean Girault : une hôtesse de l’air
- 1976 : Le Jour de gloire de Jacques Besnard : Mlle Verger
- 1982 : Te marre pas... c'est pour rire ! de Jacques Besnard : Janine Royer, l'assistante de Marcello
- 1983 : Flics de choc de Jean-Pierre Desagnat : Wanda Romanoff
- 1984 : Les parents ne sont pas simples cette année de Marcel Jullian : Alexandra Labruyère

### Télévision

#### Téléfilms
- 1975 : La Rôtisserie de la reine Pédauque de Jean-Paul Carrère : Jahel
- 1976 : L'Homme de sable de Jean-Paul Carrère : Moïra
- 1979 : Histoires de voyous: Des immortelles pour Mademoiselle de Paul Siegrist : Florence Fizzi-Dorini
- 1981 : Adieu ma chérie de Serge Friedman
- 1982 : Ultimatum de Georges Farrel : Laureen Seygmoor

#### Séries télévisées
- 1973 : Les Dossiers du professeur Morgan (saison 3, épisode 2 : Un travail d'artiste)
- 1977 : Aurore et Victorien : Agnès de Réquistat, la sœur ainée d'Aurore
- 1977 : Mariages : Fabienne
- 1978 : Ces merveilleuses pierres de Paul Siegrist : Jacqueline Lefranc
- 1979 : La Lumière des justes de Yannick Andrei : Sophie de Champlitte / Sophie de Lambrefoux
- 1980 : Les Dames de cœur : Agatha (saison 1, épisode 4 : Jupons en batailles)
- 1981 : Salut champion : Juliette Majoureau (13 épisodes)
- 1983 : Secret diplomatique (saison 1, épisode 3 : JMort d'un ambassadeur)
- 1985 : Châteauvallon de  Paul Planchon , Emmanuel Fonlladosa  : Florence Berg (26 épisodes)

### Documentation
- Studio Gabriel avec Chantal Nobel en avril 1996, consacrée à la comédienne Chantal Nobel à l'occasion de la sortie en vidéo du célèbre feuilleton Chateauvallon dont elle était l'héroïne avant son accident de voiture en 1985. Cette émission semblait être son retour après onze ans de convalescence éloignée des médias.